# ذنبان
ذَنَبان أو كَيْلُسِيَة أو ذُنابَة (الاسم العلمي: Caylusea)، جنس نباتات من فصيلة البليحائية، توجد في أجزاء من أفريقيا والهند. ويؤكل الذنبان الحبشي كخضروات.